# Manuel de Sousa Coutinho, governador da Índia
Manuel de Sousa Coutinho (1540 — 1591) foi um militar português, o 31.º Governador da Índia.

## Biografia
Filho segundo de Cristóvão de Sousa Coutinho e de sua mulher e parente distante Maria de Albuquerque, era bisneto por varonia do 4.° e irmão segundo do 6.° Senhores de Baião de juro e herdade.
Desde muito jovem combatia na Índia. Foi o 14.° Capitão-Mor de Ceilão de 1578 a 1583, defendendo a ilha dos ataques de Raju.
Foi nomeado 40.° Capitão de Malaca em 1588 e, logo depois, foi nomeado 31.° Governador da Índia, por ocasião da morte de D. Duarte de Menezes, por Carta-Patente em Maio de 1588. Durante o seu governo, mandou uma esquadra para defender os interesses portugueses na costa oriental africana, em especial em Mombaça, que era atacada pelo Rei Mouro Mir Ali Bei.
Substituído no cargo por Matias de Albuquerque, a 15 de Maio de 1591, viria a morrer com a sua mulher num naufrágio, durante a viagem de regresso ao continente.